# Siegfried Schriml

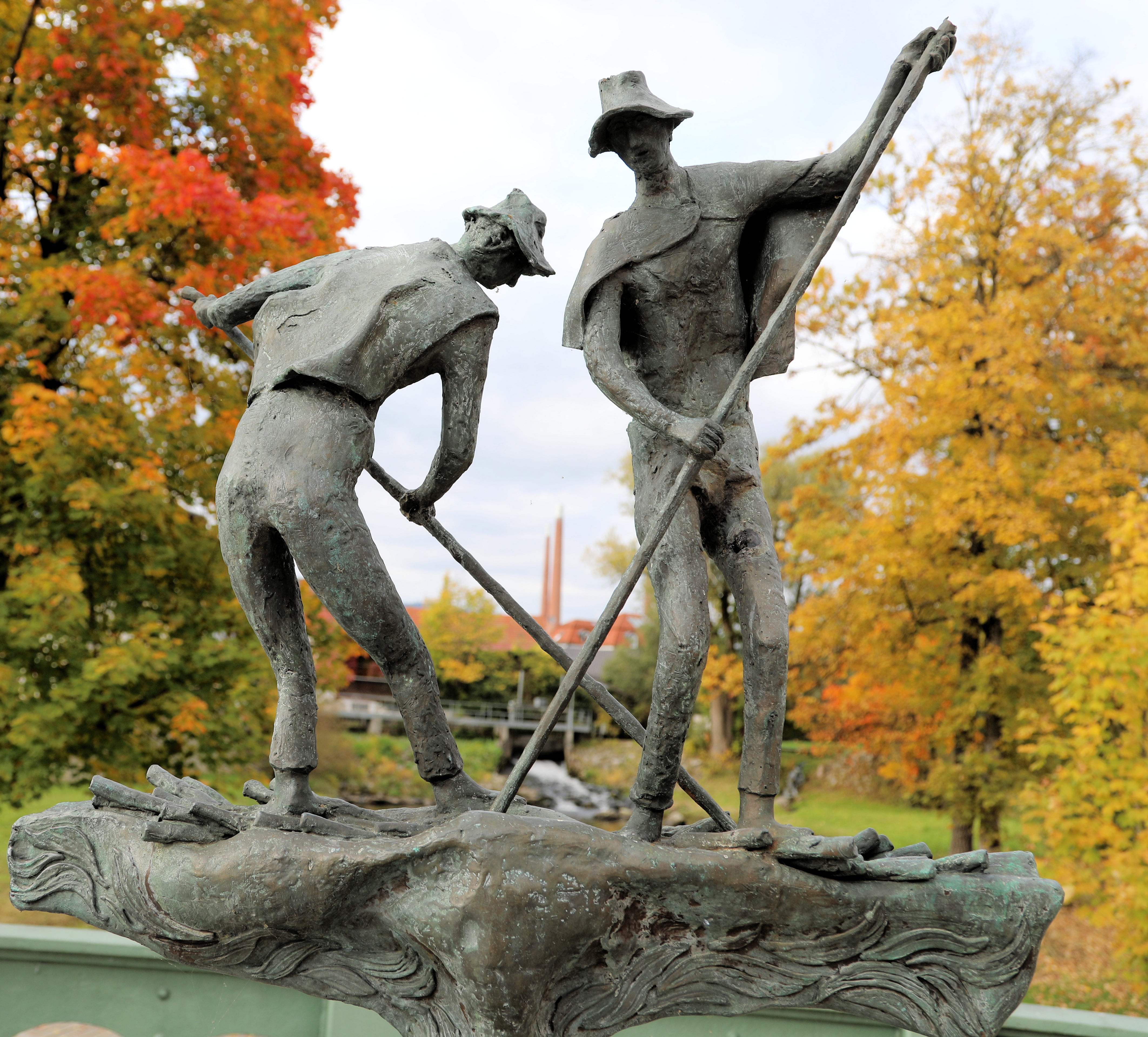
Flößerdenkmal in Zwiesel

Siegfried Schriml (* 14. März 1927 in Gleiritsch; † 11. September 2016) war ein deutscher Kunstlehrer und Künstler.
Nach dem Abitur 1947 in Weiden besuchte er bis 1948 eine private Kunstschule in München. Ab 1948 studierte er an der Akademie der Bildenden Künste München. 1952 machte er das Künstlerische Staatsexamen und 1953 das Pädagogische Staatsexamen für das künstlerische Lehramt an Höheren Schulen.
Sodann unterrichtete er Kunsterziehung am Gymnasium Zwiesel bis zu seiner Pensionierung 1989. Danach wurde er freischaffender Künstler und Mitglied der Künstlergruppe Deggendorf.
Schriml arbeitete mit unterschiedlichsten Materialien und Verfahren. Er schuf Malereien, Zeichnungen, Druckgrafiken, Holzschnitte, Siebdrucke, Emailarbeiten, Reliefs, Keramikwerke, Plastiken und betätigte sich im Bereich von Layout und Design. Er nahm an zahlreichen Ausstellungen teil und leitete selbst jahrzehntelang die Kunstausstellung „Zwieseler Buntspecht“.
In Zwiesel sind mehrere seiner Werke öffentlich aufgestellt, darunter das Flößerdenkmal an der Luitpoldbrücke, der Hirtenbrunnen im Stadtpark, der Blütenbrunnen am Skulpturenweg und das Betonrelief am Gymnasium. Auch der Altarraum der Filialkirche und der Stormberger-Brunnen im Ortsteil Rabenstein wurden von ihm gestaltet.
In Regen befinden sich sein Pichelsteinerbrunnen, der Brunnen im Rosengarten des Kurparks und eine Brunnenplastik in Neusilber. In Bodenmais stammen ein Skulpturen-Ensemble vor dem Rathaus und die Bergknappenfigur eines Hotels von ihm. Auch der Dorfbrunnen von Gotteszell wurde von Siegfried Schriml geschaffen.